# 3165 Мікава
3165 Мікава (3165 Mikawa) — астероїд головного поясу, відкритий 31 серпня 1984 року.
Тіссеранів параметр щодо Юпітера — 3,608.